# 1204
Il 1204 (MCCIV in numeri romani) è un anno bisestile del XIII secolo.

## Eventi
- Febbraio - L'imperatore bizantino Alessio IV viene detronizzato in una rivoluzione, e Alessio V viene proclamato imperatore.
- 12 aprile - Assedio di Costantinopoli: I Veneziani con i Cavalieri della Quarta crociata conquistano, per la seconda volta, Costantinopoli.
- 16 maggio - Baldovino IX di Fiandra viene incoronato primo imperatore dell'Impero latino d'oriente.

## Nati
- 14 aprile - Enrico I di Castiglia, re († 1217)
- Anna Maria d'Ungheria, nobile ungherese († 1237)
- Anna di Boemia, nobile polacca († 1265)
- Manfredo III di Saluzzo, nobile italiano († 1244)
- Orda Khan, condottiero mongolo († 1280)
- Ottone I di Brunswick-Lüneburg, duca († 1252)
- Maria di Courtenay, imperatrice bizantina († 1228)
- Berenguela di León, principessa († 1237)
- Haakon IV di Norvegia, re († 1263)

## Morti
- 1º gennaio - Haakon III di Norvegia, re (n. 1182)
- 15 gennaio - Gerald FitzMaurice, I signore di Offaly, nobile irlandese
- 1º febbraio - Giobbe di Strigonio, arcivescovo ungherese
- 8 febbraio - Alessio IV Angelo, imperatore bizantino
- 8 febbraio - Nicola Canabo, imperatore bizantino
- 8 febbraio - Isacco II Angelo, imperatore bizantino (n. 1156)
- 1º aprile - Eleonora d'Aquitania, duchessa (n. 1122)
- 9 agosto - Maria di Champagne, sovrana francese (n. 1174)
- 11 agosto - Guttorm I di Norvegia, re (n. 1199)
- 12 agosto - Bertoldo IV d'Andechs, nobile tedesco
- 14 agosto - Minamoto no Yoriie, militare giapponese (n. 1180)
- 11 settembre - Godfrey de Luci, vescovo cattolico normanno
- 21 ottobre - Robert de Beaumont, IV conte di Leicester, nobile inglese
- 30 novembre - Emerico d'Ungheria, re (n. 1174)
- 6 dicembre - Obizio da Niardo, nobile
- 12 dicembre - Mosè Maimonide, filosofo, rabbino e medico (n. 1135)
- 12 dicembre - Waleran de Beaumont, IV conte di Warwick, nobile (n. 1153)
- 22 dicembre - Fujiwara no Shunzei, poeta e monaco buddista giapponese (n. 1114)
- Agnese di Hohenstaufen, nobile tedesca
- Alan fitz Walter, cavaliere medievale scozzese (n. 1140)
- Alessio V Ducas, imperatore bizantino
- Bernardo di San Pietro in Vincoli, cardinale e diplomatico italiano
- Nur al-Din al-Bitruji, astronomo e filosofo arabo
- Duncan II, conte di Fife, nobile e magistrato scozzese (n. 1154)
- Gevher Nesibe Khatun, principessa turca
- Michele Glica, storico, astrologo e teologo bizantino
- Guglielmo di Blois, scrittore, poeta e monaco cristiano francese
- Kulin il Bano, sovrano bosniaco
- Ugo II di Saint-Omer, cavaliere francese
- Ugrino Csák di Strigonio, arcivescovo ungherese
- Pellegrino di Ortenburg-Sponheim, patriarca cattolico italiano

## Calendario
| Calendario 1204 | Calendario 1204 | Calendario 1204 | Calendario 1204 | Calendario 1204 | Calendario 1204 | Calendario 1204 | Calendario 1204 | Calendario 1204 | Calendario 1204 | Calendario 1204 | Calendario 1204 | Calendario 1204 | Calendario 1204 | Calendario 1204 | Calendario 1204 | Calendario 1204 | Calendario 1204 | Calendario 1204 | Calendario 1204 | Calendario 1204 | Calendario 1204 | Calendario 1204 | Calendario 1204 | Calendario 1204 | Calendario 1204 | Calendario 1204 | Calendario 1204 | Calendario 1204 | Calendario 1204 | Calendario 1204 | Calendario 1204 | Calendario 1204 |
| --------------- | --------------- | --------------- | --------------- | --------------- | --------------- | --------------- | --------------- | --------------- | --------------- | --------------- | --------------- | --------------- | --------------- | --------------- | --------------- | --------------- | --------------- | --------------- | --------------- | --------------- | --------------- | --------------- | --------------- | --------------- | --------------- | --------------- | --------------- | --------------- | --------------- | --------------- | --------------- | --------------- |
|                 | 1               | 2               | 3               | 4               | 5               | 6               | 7               | 8               | 9               | 10              | 11              | 12              | 13              | 14              | 15              | 16              | 17              | 18              | 19              | 20              | 21              | 22              | 23              | 24              | 25              | 26              | 27              | 28              | 29              | 30              | 31              |                 |
| Gennaio         | Gi              | Ve              | Sa              | Do              | Lu              | Ma              | Me              | Gi              | Ve              | Sa              | Do              | Lu              | Ma              | Me              | Gi              | Ve              | Sa              | Do              | Lu              | Ma              | Me              | Gi              | Ve              | Sa              | Do              | Lu              | Ma              | Me              | Gi              | Ve              | Sa              |                 |
| Febbraio        | Do              | Lu              | Ma              | Me              | Gi              | Ve              | Sa              | Do              | Lu              | Ma              | Me              | Gi              | Ve              | Sa              | Do              | Lu              | Ma              | Me              | Gi              | Ve              | Sa              | Do              | Lu              | Ma              | Me              | Gi              | Ve              | Sa              | Do              |                 |                 |                 |
| Marzo           | Lu              | Ma              | Me              | Gi              | Ve              | Sa              | Do              | Lu              | Ma              | Me              | Gi              | Ve              | Sa              | Do              | Lu              | Ma              | Me              | Gi              | Ve              | Sa              | Do              | Lu              | Ma              | Me              | Gi              | Ve              | Sa              | Do              | Lu              | Ma              | Me              |                 |
| Aprile          | Gi              | Ve              | Sa              | Do              | Lu              | Ma              | Me              | Gi              | Ve              | Sa              | Do              | Lu              | Ma              | Me              | Gi              | Ve              | Sa              | Do              | Lu              | Ma              | Me              | Gi              | Ve              | Sa              | Do              | Lu              | Ma              | Me              | Gi              | Ve              |                 |                 |
| Maggio          | Sa              | Do              | Lu              | Ma              | Me              | Gi              | Ve              | Sa              | Do              | Lu              | Ma              | Me              | Gi              | Ve              | Sa              | Do              | Lu              | Ma              | Me              | Gi              | Ve              | Sa              | Do              | Lu              | Ma              | Me              | Gi              | Ve              | Sa              | Do              | Lu              |                 |
| Giugno          | Ma              | Me              | Gi              | Ve              | Sa              | Do              | Lu              | Ma              | Me              | Gi              | Ve              | Sa              | Do              | Lu              | Ma              | Me              | Gi              | Ve              | Sa              | Do              | Lu              | Ma              | Me              | Gi              | Ve              | Sa              | Do              | Lu              | Ma              | Me              |                 |                 |
| Luglio          | Gi              | Ve              | Sa              | Do              | Lu              | Ma              | Me              | Gi              | Ve              | Sa              | Do              | Lu              | Ma              | Me              | Gi              | Ve              | Sa              | Do              | Lu              | Ma              | Me              | Gi              | Ve              | Sa              | Do              | Lu              | Ma              | Me              | Gi              | Ve              | Sa              |                 |
| Agosto          | Do              | Lu              | Ma              | Me              | Gi              | Ve              | Sa              | Do              | Lu              | Ma              | Me              | Gi              | Ve              | Sa              | Do              | Lu              | Ma              | Me              | Gi              | Ve              | Sa              | Do              | Lu              | Ma              | Me              | Gi              | Ve              | Sa              | Do              | Lu              | Ma              |                 |
| Settembre       | Me              | Gi              | Ve              | Sa              | Do              | Lu              | Ma              | Me              | Gi              | Ve              | Sa              | Do              | Lu              | Ma              | Me              | Gi              | Ve              | Sa              | Do              | Lu              | Ma              | Me              | Gi              | Ve              | Sa              | Do              | Lu              | Ma              | Me              | Gi              |                 |                 |
| Ottobre         | Ve              | Sa              | Do              | Lu              | Ma              | Me              | Gi              | Ve              | Sa              | Do              | Lu              | Ma              | Me              | Gi              | Ve              | Sa              | Do              | Lu              | Ma              | Me              | Gi              | Ve              | Sa              | Do              | Lu              | Ma              | Me              | Gi              | Ve              | Sa              | Do              |                 |
| Novembre        | Lu              | Ma              | Me              | Gi              | Ve              | Sa              | Do              | Lu              | Ma              | Me              | Gi              | Ve              | Sa              | Do              | Lu              | Ma              | Me              | Gi              | Ve              | Sa              | Do              | Lu              | Ma              | Me              | Gi              | Ve              | Sa              | Do              | Lu              | Ma              |                 |                 |
| Dicembre        | Me              | Gi              | Ve              | Sa              | Do              | Lu              | Ma              | Me              | Gi              | Ve              | Sa              | Do              | Lu              | Ma              | Me              | Gi              | Ve              | Sa              | Do              | Lu              | Ma              | Me              | Gi              | Ve              | Sa              | Do              | Lu              | Ma              | Me              | Gi              | Ve              |                 |

## Capi di Stato
- Inghilterra - Giovanni Senzaterra re d'Inghilterra (regnò dal 1199 al 1216)
- Francia - Filippo II, Augusto re di Francia (regnò dal 1180 al 1223)
- Venezia - Enrico Dandolo doge di Venezia sepolto a Costantinopoli nella basilica di Santa Sofia